# Erisma calcaratum
Erisma calcaratum är en tvåhjärtbladig växtart som först beskrevs av Heinrich Friedrich Link, och fick sitt nu gällande namn av Warming. Erisma calcaratum ingår i släktet Erisma och familjen Vochysiaceae. Inga underarter finns listade i Catalogue of Life.